# Tito Paris
Tito Paris, nome artístico de Aristides Paris ComM (Mindelo, Cabo Verde, 30 de maio de 1963), é um músico, compositor e cantor cabo-verdiano, radicado em Lisboa. É um dos maiores responsáveis pela divulgação da música das ilhas da Morabeza pelo mundo, além de uma figura de relevo da comunidade africana na capital.

## Biografia
Nasce no seio de uma família dedicada à música. Aprendeu os primeiros acordes na guitarra com a sua irmã, foi tocando com os irmãos e com o primo Bau, que também se viria a tornar célebre e recebeu a influência de músicos como o clarinetista Luís Morais e o pianista Chico Serra. Aos 19 anos, ruma a Lisboa, a convite de Bana, para integrar a sua banda “A Voz de Cabo Verde”. 
Já em Lisboa, cedo começa a conquistar o seu espaço então na florescente cena da capital portuguesa, ao acompanhar Bana, Dany Silva, Paulino Vieira, Paulo de Carvalho, Celina Pereira e Vitorino Salomé. Como compositor, começa a escrever para vários artistas como Bana e Cesária Évora e é aí que começa a seguir uma carreira em nome próprio. Aos poucos, torna-se num dos maiores embaixadores da música de Cabo Verde em Portugal.
Em 1987, lança e produz o seu primeiro álbum, “Fidjo Maguado”, um trabalho que destaca principalmente o seu virtuosismo à guitarra e mais tarde, em 1994, grava o disco "Dança Ma Mi Criola”, pela editora MB Records de Boston, EUA. Em 1996, “Graça de Tchega”, o seu terceiro disco de originais, leva-o a atuar um pouco por todo o mundo e a promover a sua música e a de Cabo Verde. Em 2002, regressa a estúdio e lança “Guilhermina”. A sua música torna-se sinónimo das pontes culturais entre o mundo lusófono, o semba e a coladeira juntam-se à sua voz rouca e que chega agora um pouco a todos os quatro cantos do mundo. 
Em 2012, comemoraram-se os seus 30 anos de carreira, com um grande concerto em Roterdão, com a Orquestra Metropolitana da Holanda, com o lançamento de uma fotobiografia acompanhada de documentário, com um concerto esgotado no Coliseu dos Recreios de Lisboa e ainda a atribuição da medalha da cidade de Lisboa.
Em 2017, é um dos maiores marcos culturais de Cabo Verde. As pontes que tem criado entre os países de língua portuguesa levaram-no a ser agraciado com o grau de Comendador da Ordem do Mérito pelo Presidente Marcelo Rebelo de Sousa, em 6 de abril de 2017. O ano fica ainda marcado pelo regresso do músico aos discos, com o lançamento do álbum “Mim ê Bô” que conta com a participação especial do falecido rei da morna Bana, com Boss AC e o músico brasileiro Zeca Baleiro.